# Elegy for the Arctic
Elegy for the Arctic (elegia per l'Artico) è un componimento inedito pubblicato il 20 giugno del 2016 dell'artista italiano Ludovico Einaudi portando avanti una campagna di Greenpeace a tutela dell'Artico dallo sfruttamento e dai cambiamenti climatici.

## Descrizione
(Ludovico Einaudi)
Il brano è riprodotto con un pianoforte a coda su una piattaforma galleggiante fra i ghiacci del Polo Nord, davanti alle coste delle Isole Svalbard (Norvegia) sullo sfondo del ghiacciaio Wahlenbergbreen, raggiunta grazie alla nave Arctic Sunrise della ong. L'artista si è unito all'appello di quasi 8 milioni di persone che, tramite una raccolta di firme, chiedevano alla comunità internazionale di sottoscrivere un accordo per proteggere l’Artico dallo sfruttamento e dai cambiamenti climatici e anche per fermare le attività umane invasive, come trivellazioni petrolifere e pesca intensiva.
Il 7 giugno 2016 era stato reso pubblico il report di Greenpeace sullo stato dell’ecosistema artico, dal titolo What happens in the Arctic doesn’t stay in the Arctic (Ciò che accade nell’Artico non rimane nell’Artico), che suggeriva l’importanza della sensibilizzazione delle persone per quanto riguarda il riscaldamento globale e i cambiamenti climatici.
Lo stesso giorno della pubblicazione, insieme alla canzone, è stato pubblicato anche il rispettivo video dell'artista che suona in mezzo ai ghiacci.
Il 18 luglio 2017 viene pubblicato anche il making of del video ossia il backstage in cui si vede l'organizzazione per la preparazione del video.